# Herbert Olivecrona

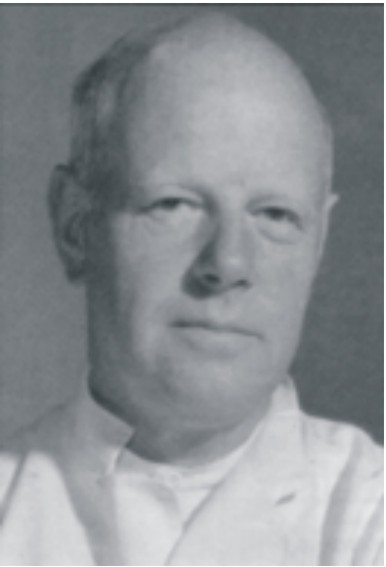
Herbert Olivecrona

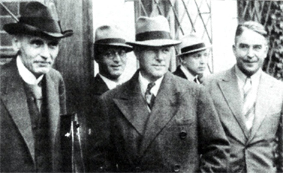
Otfrid Foerster, Herbert Olivecrona und Wilhelm Tönnis

Herbert Olivecrona (* 11. Juli 1891 in Visby; † 15. Januar 1980 in Stockholm) war ein schwedischer Neurochirurg, bekannt als Gehirnchirurg.

## Leben
Olivecrona, dessen Familie ursprünglich im 17. Jahrhundert aus Finnland nach Schweden einwanderte, war der Sohn des Richters Axel Olivecrona (1860–1948) und der Gräfin Ebba Morner und ging in Uppsala zur Schule. Ab 1909 studierte er Medizin an der Universität Uppsala, ab 1912 am Karolinska-Institut, wo er zwei Jahre Assistent am Pathologischen Institut war, ebenso wie am Pathologischen Institut der Städtischen Krankenhäuser in Dortmund. 1918 machte er seinen Abschluss und wurde Assistant an der Chirurgie der Universitäts-Klinik der Universität Leipzig, wo er sich der Gehirnchirurgie zuwandte. 1919 wurde er Assistenzarzt am Serafimer Hospital in Stockholm, dem Universitäts-Krankenhaus. Im selben Jahr ging er für ein Jahr mit einem Stipendium der Amerikanisch-Schwedischen Gesellschaft an das Hunterian Laboratory der Johns Hopkins University. Dort lernte er auch als Observator in der Klinik des berühmten Chirurgen William Stewart Halsted. Ab 1920 war er wieder am Serafimer Hospital in Stockholm, wo er Oberarzt wurde und eine große Anzahl Gehirntumore operierte, als damals einziger Chirurg in Schweden. Er wurde dabei von dem Röntgenologen Erik Lysholm (1891–1947) unterstützt, der ab Mitte der 1920er Jahre von Olivecrona dazu ermutigt neue diagnostische Techniken für die Gehirnchirurgie (wie die Ventrikulographie, diagnostische Neuroradiologie zur genauen Lokalisierung von Tumoren) entwickelte. 1922 wurde Olivecrona promoviert.
Ab 1924 war er außerordentlicher und ab 1935 ordentlicher Professor für Neurochirurgie am Karolinska-Institut, was er bis 1960 blieb. Sein Lehrstuhl war einer der ersten derartigen in Europa.
1929 war er einen Monat lang Hospitant beim US-amerikanischen Chirurgen Harvey Cushing, der von Olivecrona bei einem Besuch 1929 in Stockholm so beeindruckt war, dass er ihn auf dem Internationalen Kongress für Neurologie in Bern 1931 mit 27 anderen ausgewählten Chirurgen auf ein privates Banquet einlud.
Ab 1930 war er Chefarzt der Neurochirurgie am Serafimer Hospital in Stockholm mit einer eigenen Abteilung von 50 Betten.
Zu Olivecronas bekanntesten Patienten gehörte der ungarische Schriftsteller Frigyes Karinthy, dem er 1936 einen Gehirntumor bei lokaler Betäubung operierte. Karinthy schrieb seine Erfahrungen aus der Operation unter dem Titel „Reise um meinen Schädel“ nieder.
Olivecronas Abteilung wurde zu einem Anziehungspunkt von Neurochirurgen aus aller Welt, die bei ihm lernten. 1960 ging er als Professor in den Ruhestand, praktizierte aber noch weiter privat.
1951 führte er die erste Hypophysektomie durch (Entfernung der chirurgisch schwer zugänglichen Hypophyse). Er führte die Operation mehrfach durch als Mittel zur Bekämpfung schwerer Krebserkrankungen.
1960 richtete er auf Einladung der ägyptischen Regierung eine Neurochirurgie in Kairo ein.
1956 erhielt er die erste Fedor-Krause-Medaille. Er war mehrfacher Ehrendoktor (unter anderem Athen, Köln) und Mitglied der Leopoldina.
Ab 1954 gab er mit Wilhelm Tönnis (1898–1978), der in den 1930er Jahren bei Olivecrona sieben Monate Assistent gewesen war und von 1932 bis 1936 mit seinem Chef Fritz König eine neurochirurgische Abteilung in Würzburg aufgebaut hatte, das Handbuch der Neurochirurgie heraus. Es erschien in mehreren Bänden beim Springer Verlag von 1954 bis 1974.
Er gab auch 1941 die Neuauflage von Fedor Krauses Spezielle Chirurgie der Gehirnkrankheiten neu heraus (mit Berthold Ostertag, Heinrich Schum, Erik Lysholm).

## Schriften
- mit E. Lysholm: Notes on the roentgen therapy of gliomas of the brain. In: Acta radiologica. Band 7, 1926, S. 259 ff.
- Die chirurgische Behandlung der Gehirntumoren. Eine klinische Studie. Springer, Berlin 1927.
- mit Hilding Bergstrand und Wilhelm Tönnis: Gefässmissbildungen und Gefässgeschwülste des Gehirns. Thieme, Leipzig 1936.
- als Hrsg. mit Wilhelm Tönnis: Handbuch der Neurochirurgie. Springer, Berlin/Göttingen/Heidelberg 1954 ff.